# Danse Manatee
Danse Manatee – drugi album grupy Animal Collective, wydany w lipcu 2001 przez wytwórnię Catsup Plate, firmowany nazwiskami Avey Tare, Panda Bear i Geologist. Zostało wtedy wydanych jedynie 1000 kopii, jednak w 2003, wytwórnia FatCat Records wydała wersję wznowioną, zawierająca także "Spirit They’re Gone, Spirit They’ve Vanished".

## Powstawanie
Album był tworzony w wielu różnych miejscach, takich jak dom rodziców Tare'a, dom w Brooklyn Heights, który dzieliła grupa, pokój Geologista w internacie czy uniwersytecka stacja radiowa. Grupa używała gitar, syntezatorów, a także tworzyła sample i używała jako perkusji wszystkiego, co się dało.

## Lista utworów
| Nr  | Tytuł utworu                                | Długość |
| --- | ------------------------------------------- | ------- |
| 1.  | „A Manatee Dance”                           | 1:02    |
| 2.  | „Penguin Penguin”                           | 2:16    |
| 3.  | „Another White Singer (Little White Glove)” | 1:58    |
| 4.  | „Essplode”                                  | 3:23    |
| 5.  | „Meet the Light Child”                      | 8:44    |
| 6.  | „Runnin the Round Ball”                     | 2:07    |
| 7.  | „Bad Crumbs”                                | 1:43    |
| 8.  | „The Living Toys”                           | 7:48    |
| 9.  | „Throwin the Round Ball”                    | 1:35    |
| 10. | „Ahhh Good Country”                         | 8:18    |
| 11. | „Lablakely Dress”                           | 2:38    |
| 12. | „In the Singing Box”                        | 5:36    |
|     |                                             | 47:08   |

## Twórcy
- Avey Tare
- Panda Bear
- Geologist